# Tetropium cinnamopterum
Tetropium cinnamopterum är en skalbaggsart som beskrevs av Kirby 1837. Tetropium cinnamopterum ingår i släktet Tetropium och familjen långhorningar.
Artens utbredningsområde är Alaska. Inga underarter finns listade i Catalogue of Life.